# كينغدوم هارتس 4
كينغدوم هارتس 4 (بالإنجليزية: Kingdom Hearts IV)‏ وهي لعبة أكشن تقمص أدوار قيد التطوير من سلسلة ألعاب فديو كينغدوم هارتس،
بتطوير ونشر من شركة سكوير إنكس. أعلن عن اللعبة بأبريل 2022، وتعتبر اللعبة الخامس عشرة من السلسلة، تدور أحداث اللعبة بعد نهاية الجزء الثالث من اللعبة ولعبة كيننغدوم هارتس: ميلودي اوف ميموري.

## طريقة اللعب
يواجه سورا الأعداء من فصيلة الهارتليس في منطقة تحاكي منطقة شيبويا اليابانية في طوكيو المعروفة بنطاحات السحاب. مما سيتيح استخدام الباركوربكثرة بالاستعانة بسلاح المفتاح (بالإنجليزية: Keyblade)، ترجمة حرفية 'كي بليد'‏. يتسم تصميم الشخصيات والعوالم والمهام اليومية في هذه اللعبة بالواقعية مقارنة بالألعاب السابقة في السلسة، إلا أن خاصية السفر من العالم الرئيسي لعوالم أخرى ستكون متاحة.

## القصة
تدور أحداث اللعبة في " كوادراتم"، وهي مدينة كبيرة يميل تصميمها للواقعية على خلاف العوالم الموجودة في الأجزاء السابقة من اللعبة، تشبه "كوادراتم" مدينة طوكيو اليابانية وتضم أبرز معالمها مثل منطقتي شيبويا ومينامي أوياما.  يتردد سورا في بداية اللعبة إلى شقته في مينامي أوياما كونها مكانًا محوريًا للاعب في بداية القصة. تعتبر " كوادراتم" المكان الرئيسي في اللعبة، إذ يعود لها سورا بعد السفر إلى عوالم أخرى مبنية على عوالم وأعمال شركة ديزني.

### الشخصيات
اللاعب الأساسي وبطل اللعبة هو فتى في عمر المراهقة أسمه سورا ويستخدم سلاحًا سحريا على شكل مفتاح ليحارب به قوى الظلام. ينضم بطوط وبندق إلى سورا في رحلته ويدعمونه في المعارك، وتوجد في اللعبة أيضًا شخصية ستريلزيا التي سبق لها الظهور في نسخة الجوال من اللعبة (كينغدوم هارتس إكس)، كما صرح مخرج اللعبة نومورا أنه يعمل على ضم شخصيات من عالم فاينال فانتسي للعبة.

## تطوير اللعبة
درات أحداث نهاية الجزء الثالث من اللعبة وبالتحديد في المحتوى القابل للتحميل حول مبارزة يوزورا لسورا في "كوادراتم"، وتوقع المعجبين بأن قصة الجزء الرابع من اللعبة ستبدأ من حيث انتهى الجزء الثالث. في يناير من عام 2020م، قال نومورا بأنه بحاجة لمزيد من الوقت قبل الانتهاء من تطوير اللعبة القادمة، كما أعلن عن وجود فريقين جديدين لتطويرها. في سبتمبر من 2020م صرح نومورا بأن فريق تطوير اللعبة في نقاش مع ديزني حول الخطط المستقبلية بين سكوير إنكس وديزني، إلا أنه لا يوجد شيء مؤكد فيما يخص الأفكار التي ستُنفذ في اللعبة. في أبريل من عام 2022م - يوم الاحتفال بالذكرى العشرين لإطلاق اللعبة- كشفت سكوير إنكس عن تطوير لعبة كينغدوم هارتس 4 من قبل فريق بزنس ديفجن 3 الذي طور الجزء الثالث من اللعبة سابقًا. ومن المخطط أن يتم اعتماد انريل انجن 5 كمحرك للعبة.

### التصميم
سيحصل سورا على تحديث في المظهر في اللعبة، إذ سيبدو أكثر واقعية ليتماشى من تصميم مدينة "كوادراتم" وشخصياتها.

## روابط خارجية
- الموقع الياباني للعبة